# Robin Andersson
Robin "Robban" Andersson, född 26 juli 1988, är en svensk före detta fotbollsspelare.

## Karriär
Robin Andersson började spela fotboll i Kvarnby IK redan vid 5 års ålder och spelade sedan hela vägen upp till klubbens A-lag innan han 2005 lämnade Kvarnby för Malmö FF. Robin Andersson var en stor del i det framgångsrika Kvarnbylaget födda 1988 som bland annat vann Pojkallsvenskan och gick till SM-slutspel 2004 där det i semifinalen blev förlust mot Enskede IK uppe i Stockholm under hösten 2004.
Efter drygt tre säsonger i Malmö FF:s ungdoms- och juniorlag gick Robin Andersson vid 19 års ålder vidare till Lunds BK år 2007. Här var han bland annat med om att sånär föra upp Lunds BK till Superettan via kval 2012 men det blev till slut förlust med sammanlagt 2-4 mot IFK Värnamo. Inför 2015 års säsong anslöt Robin Andersson till seriekonkurrenten, Trelleborgs FF, efter sju säsonger i Lunds BK där han både varit lagkapten och viktig mittfältskugge. Ett lyckat steg då TFF vann division 1 och tog sig därmed tillbaka till Superettan efter tre år i "ettan".
Inför säsongen 2017 återvände Andersson till Lunds BK. Under sommaren 2017 lämnade han klubben. Därefter gick Andersson till BK Höllviken, där han spelade två matcher och gjorde ett mål i Division 4 2017. Säsongen 2018 spelade han 18 matcher och gjorde två mål. Inför säsongen 2019 gick Andersson till division 4-klubben FC Krukan. Han spelade 16 matcher och gjorde ett mål för klubben under säsongen 2019. Följande säsong spelade Andersson sex matcher.